# Festival Raconte-Arts
 (mars 2025).
Raconte-Arts est un festival international de contes et d’arts de rue itinérant en Kabylie, plus importante manifestation d'arts de rue en Algérie rassemblant des milliers d'artistes et de spectateurs, locaux et internationaux,.

## Création
Au sortir d'une décennie de terrorisme et des événements du Printemps noir ayant marqué la région, le festival voit le jour en 2004 grâce à trois acteurs du monde de la culture: l'artiste-peintre Denis Martinez, de Salah Silem et de Hacène Metref, président de l’association Ligue des arts cinématographiques et dramatiques de Tizi Ouzou.

## Concept
Raconte-Arts est pensé pour redonner vie aux villages kabyles et pallier les carences de la politique culturelle dans le pays. « À l’époque, tout était terne pour ne pas dire mort, il n’y avait plus d’activités culturelles. On a voulu apporter de la joie aux villageois, qui sont encore les premiers oubliés d’une politique culturelle », explique Arezki Diche, un des organisateurs. Faute d’infrastructures, le festival investit la rue et adopte un modèle itinérant.
Le festival place l'habitant au centre de la manifestation et encourage une démarche participative des villageois. L’artiste est pris en charge par l’habitant avec qui il passe des moments de convivialité, de culture et de partage.Raconte-Arts mêle expositions artistiques, théâtre et spectacles de rue, performances musicales, projections cinématographiques, conférences et débats.
L'une des activités phares du festival est « La Nuit du Conte ». Elle se déroule en soirée, généralement sur la place du village, et consiste en divers spectacles de conte pour les petits et pour les grands.

## Villages hôtes et liste des éditions
À ce jour, seule la 7ème édition a eu lieu dans un village de Petite Kabylie. Les autres éditions ayant pris place dans des villages de la wilaya de Tizi Ouzou (Grande Kabylie). Les responsables du festival ont évoqué la possibilité d'organiser des éditions dans d'autres régions de l'Algérie, comme à T'Kout dans les Aurès, mais cela suppose la réunion d'un certain nombre de conditions au préalable.
La 17ème édition du festival devait se dérouler du 18 au 25 juillet 2020 à Aït Aissi (Yakouren), mais en raison de la pandémie de Covid-19, les organisateurs ont opté pour une édition virtuelle.
Le thème de cette édition « La fenêtre du Web » est un clin d’œil au thème de la toute première édition (« La fenêtre du vent »).
Après une année de pause, le festival est de nouveau programmé. C'est le village Ait-Ouabane (hôte de l'édition de 2017) qui a été désigné pour être l'hôte de la 18e édition, du 13 au 20 août 2021. Cette édition sera aussi la première à être organisée sans la présence de festivaliers étrangers, les frontières algériennes étant partiellement fermées.
La 18e édition du festival, programmée durant l'été 2021 au village Ait-Ouabane, a été annulée pour diverses raisons : de juillet à août 2021, l'Algérie a fait face à une forte vague de contaminations au covid-19 et une rapide dégradation de la situation sanitaire ; du 9 au 20 août 2021, la Kabylie, notamment la région d'Akbil où était censée se dérouler la 18e édition de Raconte-Arts, a été aux prises avec de nombreux feux de forêts, qui ont occasionné des pertes humaines et des dégâts matériels,.
La 18e édition a été reprogrammée en 2022 du 24 juillet au 2 août, dans le village Ait-Ouabane, qui devait l'accueillir l'année précédente. Mais plusieurs divergences entre l'association organisatrice du festival et le comité du village mettent en péril l'organisation du festival dans les délais impartis.
En 2023 le festival s'exporte en République démocratique du Congo dans le village Côte-Mateve, dans la région de Kouilou.
| Année | Édition | Village hôte                           | Thème,                                                       |
| ----- | ------- | -------------------------------------- | ------------------------------------------------------------ |
| 2004  | 1       | Ath Yenni                              | "La fenêtre du vent"                                         |
| 2005  | 2       | Ath Yenni                              | "Les sept djemaâs revisitées"                                |
| 2006  | 3       | Ouadhias                               | "L'appel de la montagne"                                     |
| 2007  | 4       | Ouadhias et Aït Yahia Moussa           | "Culture de montagne, culture de résistance"                 |
| 2008  | 5       | Ighil Bouammas (Iboudraren)            | "Des mots comme un chapelet sur les montagnes"               |
| 2009  | 6       | At Wizgan                              | "La Kabylie, aux portes de l'Afrique"                        |
| 2010  | 7       | Aït-Smail                              | "Terre-eau-feu, beauté de femmes"                            |
| 2011  | 8       | Taourirt Mokrane (Larbaâ Nath Irathen) | "Écouter la voix des ancêtres, éclairer la voie de l'avenir" |
| 2012  | 9       | Djemâa Saharidj (Mekla)                | "Sur le chemin des sources se racontent les arts"            |
| 2013  | 10      | Ath Yenni                              | "Cheminement créatif"                                        |
| 2014  | 11      | Agoussim (Illoula Oumalou)             | "Debout compagnons de chœur, entamons la marche"             |
| 2015  | 12      | Iguersafène (Idjeur)                   | "L’esprit de Tajmaât réinventé"                              |
| 2016  | 13      | Soumaâ                                 | "Il était une fois le Royaume de Koukou"                     |
| 2017  | 14      | Ait-Ouabane (Akbil)                    | "Pour que nul n'oublie le chemin"                            |
| 2018  | 15      | Tiferdoud (Ain El Hammam)              | "Les vents hurlants"                                         |
| 2019  | 16      | Sahel (Bouzeguen)                      | "Nedjma, l'inextinguible matière"                            |
| 2020  | 17      | édition virtuelle                      | "La Fenêtre du Web"                                          |
| 2021  | 18      | Ait-Ouabane (Akbil)                    | Annulée                                                      |
| 2022  | 18      | Ait-Ouabane (Akbil)                    | Annulée                                                      |
| 2023  | 18      | Kouilou (RDC)                          |                                                              |